# Bánh cống

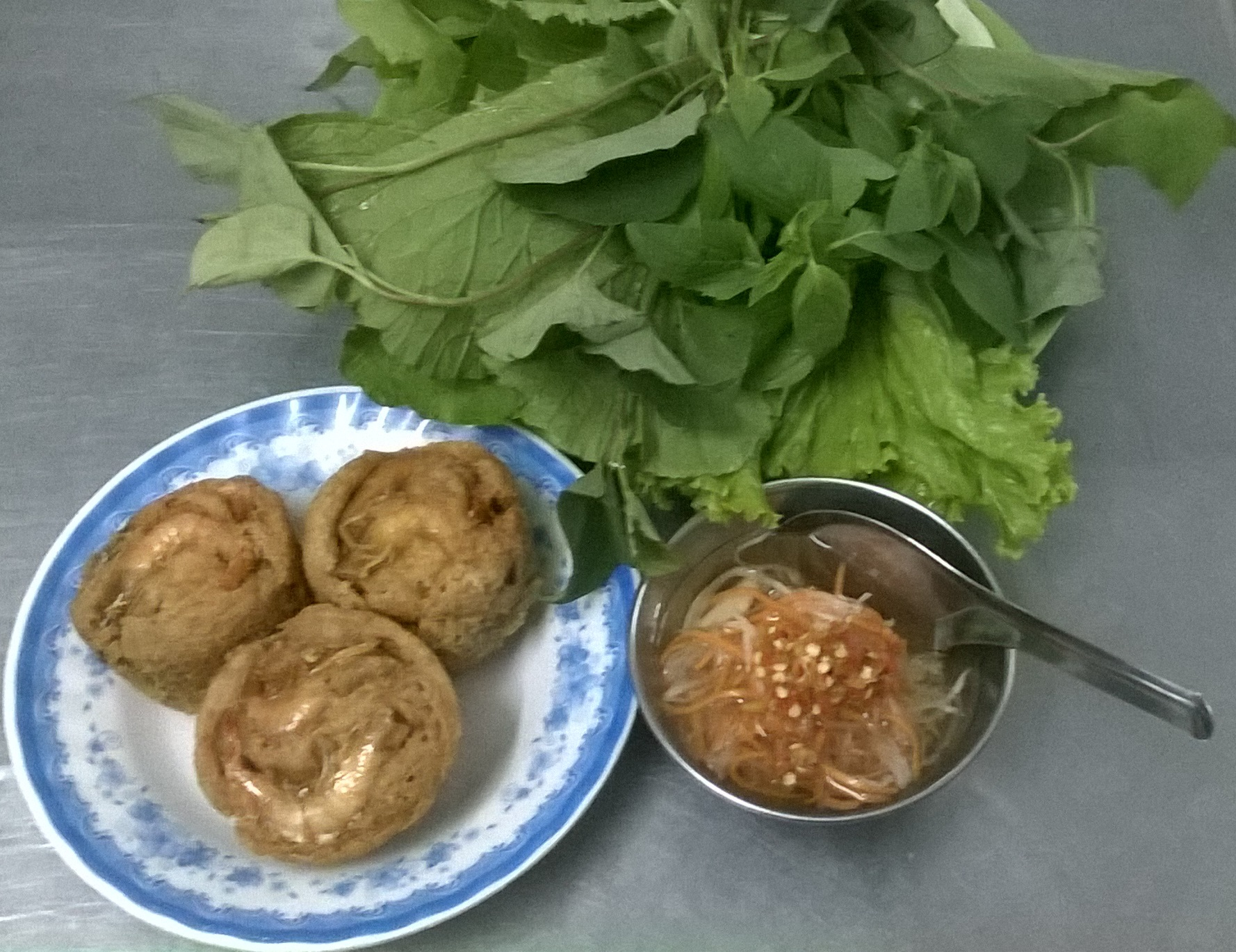
Bánh cống được ăn kèm cùng nước chấm và rau sống ở Cần Thơ

Bánh cống là một món ăn ở tỉnh Sóc Trăng, Việt Nam, là đặc sản của người Khmer Nam bộ. Bánh có độ giòn và cách làm là bỏ bột chiên và tôm lên trong khuôn.
Bánh có màu hơi sậm chứ không tươi như những nơi khác nhưng lại có mùi thơm và cực kỳ hấp dẫn. Bánh không quá lớn cũng không quá nhỏ, trên mặt bánh, một con tôm nằm khoanh tròn trông rất hấp dẫn. Cắn vào một miếng, bột bánh giòn tan lan toả trong miệng, mùi vị thơm nức, đượm béo của ít mỡ sa,đậu xanh và thịt nữa. Nhưng bánh là hỗn hợp của thịt heo băm nhuyễn trộn với củ sắn và đậu xanh nguyên hột… Mọi thứ hoà quyện nhau tạo nên hương vị đặc trưng cho bánh cóng Sóc Trăng.
Bánh không quá nhiều mỡ như những nơi khác nên bánh hơi khô, độ béo vừa phải, không béo ngậy. Đặc biệt bánh không ăn với cải xanh, mà ăn với bắp cải, rau răm, xà lách, diếp cá. Chính điều này đã tạo nên nét riêng cho bánh cóng Sóc Trăng. 
Bánh cóng nổi tiếng nhất ở chợ Đại Tâm, đường 976, thuộc xã Đại Tâm, ấp Đại Chi, huyện Mỹ Xuyên .  Nơi đây mới có được loại bánh cóng trứ danh do bàn tay của những người thợ đã có trên 20 năm tay nghề. Giá cả chỉ 2.000 đồng/cái, nhiều khi tiền xe nhiều hơn nhưng người ta vẫn tới chỉ vì muốn thưởng thức bánh cóng ngay trên đường làng.